# Жарув
Жа́рув (пол. Żarów, нім. Saarau) — місто в південно-західній Польщі.
Належить до Сьвідницького повіту Нижньосілезького воєводства.

## Демографія
Демографічна структура станом на 31 березня 2011 року:
|          | Загалом | Допрацездатний вік | Працездатний вік | Постпрацездатний вік |
| -------- | ------- | ------------------ | ---------------- | -------------------- |
| Чоловіки | 3394    | 646                | 2438             | 310                  |
| Жінки    | 3606    | 629                | 2149             | 828                  |
| Разом    | 7000    | 1275               | 4587             | 1138                 |